# Kouthiaba Wolof
Kouthiaba Wolof (ou Kouthiaba Ouolof) est une localité du Sénégal, située dans le département de Koumpentoum et la région de Tambacounda, dans l'est du pays.
C'est le chef-lieu de la communauté rurale du même nom, ainsi que de l'arrondissement de Kouthiaba Wolof depuis la création de celui-ci par un décret du 10 juillet 2008. 
On y dénombre 1 303 personnes et 141 ménages.